# Isabelle Delannoy
Pour les articles homonymes, voir Delannoy.
 (janvier 2014).
Si vous disposez d'ouvrages ou d'articles de référence ou si vous connaissez des sites web de qualité traitant du thème abordé ici, merci de compléter l'article en donnant les références utiles à sa vérifiabilité et en les liant à la section « Notes et références ».
Isabelle Delannoy, née le 14 mars 1972 à Calais, est une environnementaliste française.
Elle a coscénarisé le film Home, réalisé par Yann Arthus-Bertrand, et est l'autrice du livre L'économie symbiotique en 2017.
Ingénieure en agriculture de formation, Isabelle Delannoy est aujourd'hui une spécialiste du développement durable en France et autrice de la théorie de l'économie symbiotique.

## Biographie

### Jeunesse et études
Elle effectue ses études d'ingénieure en agriculture à l'ISARA entre 1991 et 1996.

### Parcours professionnel
Après des débuts dans la recherche, la réglementation et le lobby pour l'agriculture biologique, elle s'est orientée vers la vulgarisation des enjeux écologiques.
Elle rejoint l'agence de Yann Arthus-Bertrand et collabore à son livre-bilan sur la planète La Terre vue du ciel qui devient un succès mondial.
Depuis, Isabelle Delannoy est devenue une autrice largement diffusé sur tous les supports: édition, internet, cinéma, télévision.
Son expertise dans le domaine du développement durable est à l'origine du premier observatoire de l’empreinte carbone des Français via son agence conseil Green Inside.
Elle devient par la suite professeure de Science de la Vie et de la Terre en lycée pendant plusieurs années.
En 2009, elle coécrit le film Home, réalisé par Yann Arthus-Bertrand. Diffusé mondialement pour la première fois le 5 juin 2009, Home dresse un état des lieux de la planète à l’aube du 3e millénaire, et sensibilise au lien intime qui lie l’humanité à la Terre.
Entre janvier 2010 et juin 2013, Isabelle Delannoy partage son mode de vie écologique au quotidien dans une chronique de l’émission Comment ça va bien ! présentée par Stéphane Bern, diffusée sur France 2.
Elle tient depuis 2005 le blog eco-echos.com et participe au blog collectif ecoloinfo.com, fondé par Anne-Sophie Novel.
Elle fonde en 2012 la structure Do green pour promouvoir le modèle de l’économie symbiotique.
En juin 2013, Isabelle Delannoy participe à la commission innovation 2030 installée par le président de la République française le 19 avril 2013.

## Filmographie

### Auteur, Scénariste
- 2009 : Home, de Yann Arthus-Bertrand, long métrage.
- 2009 : Home, histoire d’un voyage I et II, documentaires.
- 2010 : Sous le signe de la tortue, de Rémy Tézier, documentaire.
- 2010 : Des forêts et des Hommes, de Yann Arthus Bertrand, court-métrage officiel de l’année de la forêt par l’ONU.

### Ouvrages jeunesse
- avec Yann Arthus-Bertrand et David Giraudou, La Terre racontée aux enfants, Paris, La Martinière jeunesse, 2008, 149 p.  (ISBN 978-2-7324-3829-0)
- avec Yann Arthus-Bertrand, Home : il était une fois la Terre, Paris, La Martinière jeunesse, 2009, 71 p.  (ISBN 978-2-7324-4032-3)

## Télévision
- 2010-2012: Comment ça va bien ?, émission animée par Stéphane Bern, France 2, chroniqueuse « planète ».
- 2009: Report-terre, France 5, prime time de l'été suivant les aventures de jeune reporters à la recherche des initiatives écologiques en Europe, experte en plateau.
- 2007: Vu du ciel, France 2, série magazine de Yann Arthus-Bertrand, rédactrice en chef adjointe.
- 2003-2004: Objectif Terre, programmes courts sur des images de Yann Arthus-Bertrand, autrice.